# 弗里吉亚人

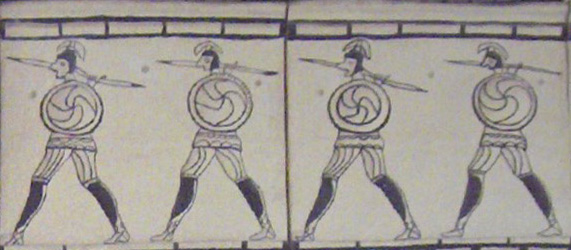
古弗里吉亚人的重装步兵

弗里吉亚人是古代居住在小亚细亚中西部弗里吉亚地区以及巴尔干半岛上的一个民族。
弗里吉亚人是一个印欧语系的民族，他们的语言称为弗里吉亚语，与色雷斯语、亚美尼亚语和希腊语比较接近。弗里吉亚人原居巴尔干半岛中部，约在前1200年左右迁入弗里吉亚（但并不是整体迁徙）。他们在公元前8世纪时在弗里吉亚建立了一个王国，即弗里吉亚王国。弗里吉亚王国在约前690年被其邻国吕底亚兼并，后又先后成为波斯帝国、帕加马和罗马帝国的一部分。弗里吉亚语一直存在到公元6世纪，此后弗里吉亚人已完全被周围的民族所同化。
弗里吉亚人佩戴著名的弗里吉亚无边便帽。